# Susan Aglukark
Susan Aglukark (inuktitut: ᓲᓴᓐ ᐊᒡᓘᒃᑲᖅ, 27 de enero de 1967) es una cantante canadiense. Realiza melange de música folclórica inuit y de música popular logrando reconocimiento en Canadá.
Su simple más acertado es "O Siem", que alcanzó el No. 1 en el país canadiense y en los charts en 1995. En general, ha lanzado siete álbumes del estudio y ha ganado tres premio Juno.

## Biografía
Susan es una inuit, nacida en Churchill, en la provincia canadiense de Manitoba, y pasó su infancia en Arviatt, Territorios del Noroeste (actualmente Nunavut). Tras sus estudios, trabajó en Ottawa como lingüista en el Ministerio de Asuntos indígenas y del Norte, para luego retornar a trabajar en los Territorios del Noroeste como ayudante ejecutivo para la Inuit Tapirisat du Canada.

### Álbumes
| Título                                | Detalles del álbum                                                  | Peak chart posiciones | Peak chart posiciones | Certificaciones (Umbral de ventas) |
| Título                                | Detalles del álbum                                                  | CAN Country           | CAN                   | Certificaciones (Umbral de ventas) |
| ------------------------------------- | ------------------------------------------------------------------- | --------------------- | --------------------- | ---------------------------------- |
| Dreams for You                        | - Fecha de lanzamiento: 1990 - Etiqueta: autolanzado                | —                     | —                     |                                    |
| Arctic Rose                           | - Fecha de lanzamiento: 1992 - Label: EMI Canada                    | —                     | —                     |                                    |
| Christmas                             | - Fecha de lanzamiento: 1993 - Label: EMI Canada                    | —                     | —                     |                                    |
| This Child                            | - Fecha de lanzamiento: 1995 - Label: EMI Canada                    | 1                     | 25                    | - CAN: 3× Platinum                 |
| Unsung Heroes                         | - Fecha de lanzamiento: 1999 - Label: EMI Canada                    | —                     | —                     |                                    |
| Big Feeling                           | - Fecha de lanzamiento: 2003 - Label: EMI Canada                    | —                     | —                     |                                    |
| Blood Red Earth                       | - Fecha de lanzamiento: 15 de agosto de 2006 - Label: Arbor Records | —                     | —                     |                                    |
| White Sahara                          | - Fecha de lanzamiento: 4 de octubre de 2011 - Label: EMI           | —                     | —                     |                                    |
| Dreaming of Home                      | - Fecha de lanzamiento: 5 de noviembre de 2013 - Label: E1 Music    | —                     | —                     |                                    |
| "—" Denota los lanzamientos sin chart |                                                                     |                       |                       |                                    |

### Simples
| Año                                   | Título                      | Posiciones tope de la tabla | Posiciones tope de la tabla | Posiciones tope de la tabla | Álbum           |
| Año                                   | Título                      | CAN Country                 | CAN AC                      | CAN                         | Álbum           |
| ------------------------------------- | --------------------------- | --------------------------- | --------------------------- | --------------------------- | --------------- |
| 1990                                  | "Searching"                 | —                           | —                           | —                           | Dreams for You  |
| 1993                                  | "Little Toy Trains"         | —                           | —                           | —                           | Christmas       |
| 1994                                  | "Song of the Land"          | 31                          | 4                           | 55                          | Arctic Rose     |
| 1994                                  | "Still Running"             | —                           | 17                          | —                           | Arctic Rose     |
| 1995                                  | "O Siem"                    | 1                           | 1                           | 3                           | This Child      |
| 1995                                  | "Hina Na Ho (Celebration)"  | 19                          | 3                           | 30                          | This Child      |
| 1995                                  | "Breakin' Down"             | —                           | 10                          | 32                          | This Child      |
| 1996                                  | "Shamaya"                   | 38                          | —                           | 71                          | This Child      |
| 1996                                  | "Suffer in Silence"         | —                           | —                           | —                           | This Child      |
| 1999                                  | "One Turn Deserves Another" | —                           | 19                          | —                           | Unsung Heroes   |
| 2000                                  | "Turn of the Century"       | —                           | 55                          | —                           | Unsung Heroes   |
| 2004                                  | "Whaler's Lullaby"          | —                           | —                           | —                           | Big Feeling     |
| 2006                                  | "I Will Return"             | —                           | —                           | —                           | Blood Red Earth |
| "—" Denota los lanzamientos sin chart |                             |                             |                             |                             |                 |